# 韩院乡
韩院乡，是中华人民共和国甘肃省陇南市宕昌县下辖的一个乡镇级行政单位。

## 行政区划
韩院乡下辖以下地区：
沈家坝村、韩院村、李家院村、康家沟村、大庄村、沙坝村、毛绪村、大坪村、磨坝村、腾家山村、杨那村、下马村、江林村和菜地湾村。